# Harry Dickson
Pour les articles homonymes, voir Dickson.
Harry Dickson est un personnage de roman policier fantastique repris et développé par Jean Ray à partir d'une série policière d'origine allemande.
Jean Ray fut le traducteur des premiers Harry Dickson, série allemande de nouvelles policières. Les trouvant de fort mauvaise facture, il se mit peu à peu à les modifier à sa façon, puis à totalement les réécrire, se contentant d'une narration conforme à l'illustration de couverture et sans grand rapport en général avec le récit original à traduire.
Harry Dickson est présenté, dès son apparition dans les histoires originales puis par celles imaginées par Jean Ray, comme le Sherlock Holmes américain.
Signalons qu'un personnage, Allan Dickson, détective, fut imaginé dès avant 1910 par Arnould Galopin.

## Origines du concept

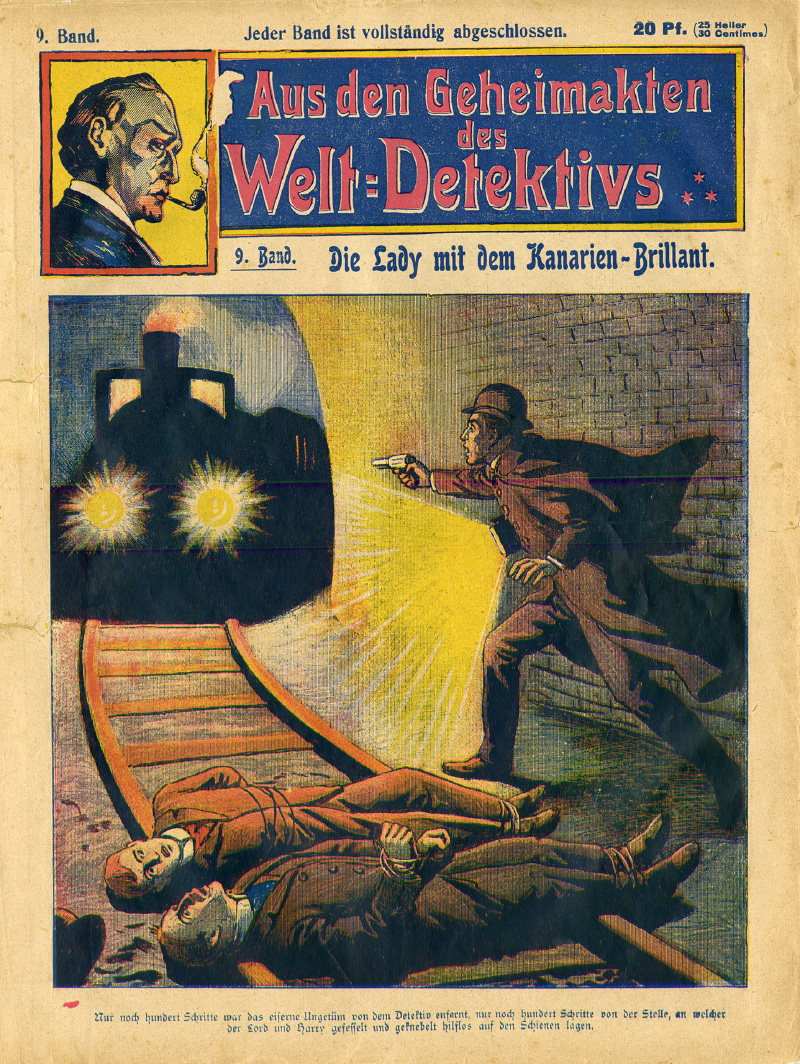
Une couverture de l'édition allemande (avant 1912), dessinée par Alfred Roloff — le fascicule fait 32 pages.

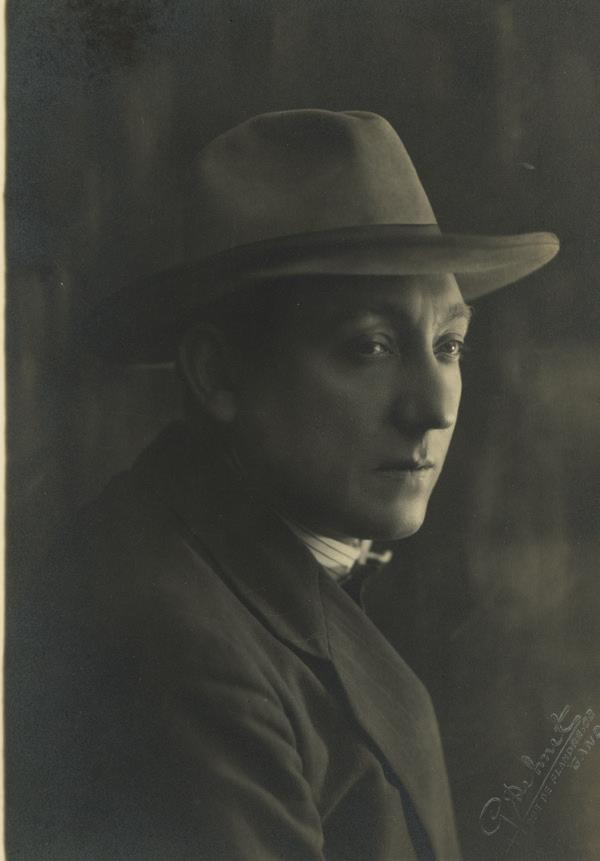
Jean Ray durant les années 1920.

Les nouvelles, écrites à l'origine en allemand par Kurt Matull (1872-1930) et Theo von Blankensee (Matthias Blanck, 1881-1928),, parurent à partir de janvier 1907, sous le titre sériel Detektiv Sherlock Holmes und seine weltberühmten Abenteuer (« Les plus célèbres affaires du détective Sherlock Holmes »), chez l'éditeur Verlagshaus für Volksliteratur und Kunst, à raison de 230 fascicules jusqu'en juin 1911. À compter du 11e fascicule, peu avant l'été 1907, les avocats d'Arthur Conan Doyle entament un procès en contrefaçon contre l'éditeur allemand, qui modifie le titre de la série qui devient Geheimakten des Weltdetektivs (« Les dossiers secrets du roi des détectives »). Le compagnon du héros prend le nom de « Harry Taxon ». Les premières traductions en français commencent dès 1907 chez l'éditeur et traducteur Fernand Laven, dans sa collection La Nouvelle populaire.

## Rédaction par Ray (1929-1938)
Les premières traductions en néerlandais commencent, elles, en décembre 1927, publiées par Roman-Boek-en-Kunsthandel. Le travail de base de Jean Ray a été de traduire, à partir de 1928, par le biais de l'éditeur bruxellois Hip Janssens, les textes du néerlandais vers le français, textes qu'il a finalement complètement réécrits à partir du no 65. Les nos 1 à 19 ont été traduits par un inconnu. Les nos 20 à 44 et 47 à 49 ont été traduits/corrigés par Jean Ray. Concernant les six fascicules relatant la saga de « Flax », le « Moriarty » des aventures de Harry Dickson, dont les numéro sont : 18, 19, 21, 22, 26 et 27, on cite pour nom de traducteur, non pas Jean Ray, mais Gustave Le Rouge (l'auteur du « Mystérieux Docteur Cornélius », série de 18 fascicules parus en 1912-1913).
Les nos 37, 45, 46, 50 à 62 ont été traduits/adaptés par Jean Ray. Le no 63 a été traduit (chapitres I à V) et créé (le reste) par Jean Ray. Le no 64 a été traduit (chapitre I) et créé (le reste) par Jean Ray. Les nos 65 à 69, 73, 75 à 77, 81 à 106, 111 à 178 ont été entièrement créés par Jean Ray. Les nos 70 à 72, 74, 78 à 80, 107 à 110 sont des rééditions des Dossiers secrets du roi des détectives (parus en 1907).
L'intégrale est parue chez Néo en 21 volumes.
Aux Éditions Le Cri : Le 1er livre non numéroté offert par la Communauté française de Belgique à l'occasion de la Journée mondiale du livre du 28 avril 2007 suivi de deux coffrets de 10 minces fascicules numérotés de 1 à 20.

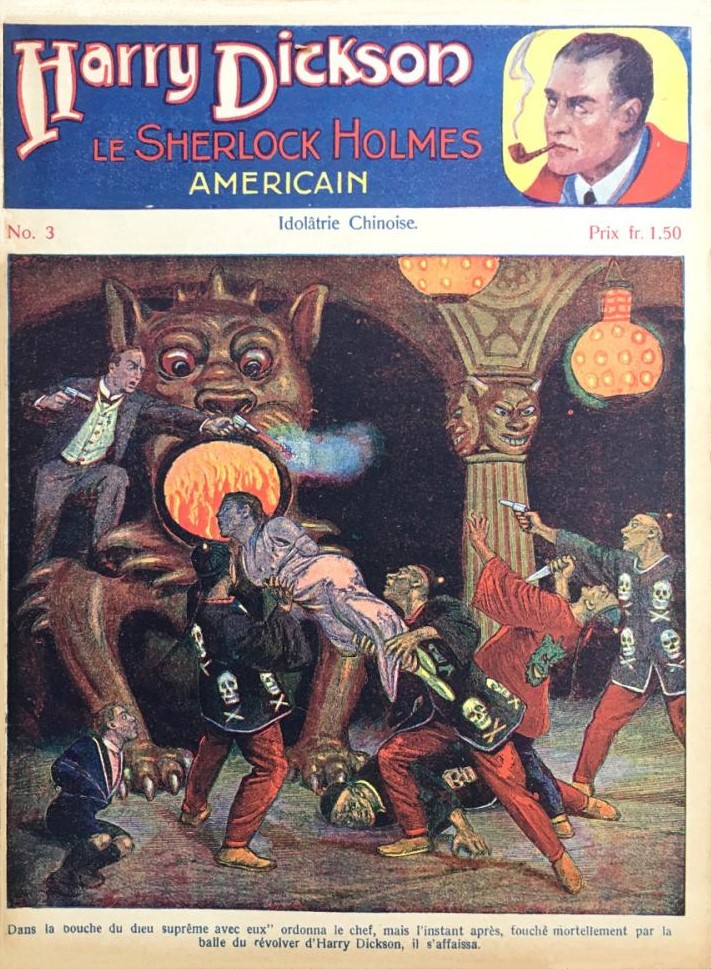
Idolâtrie chinoise, fascicule no 3, 1929.
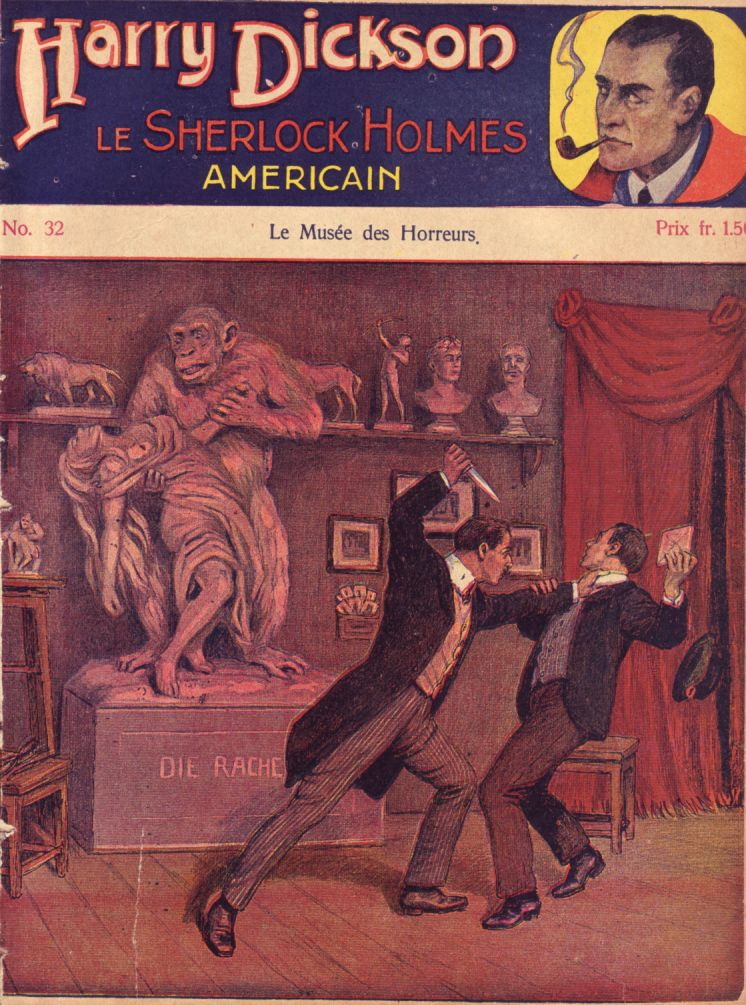
Le Musée des horreurs, fascicule no 32, 1930.
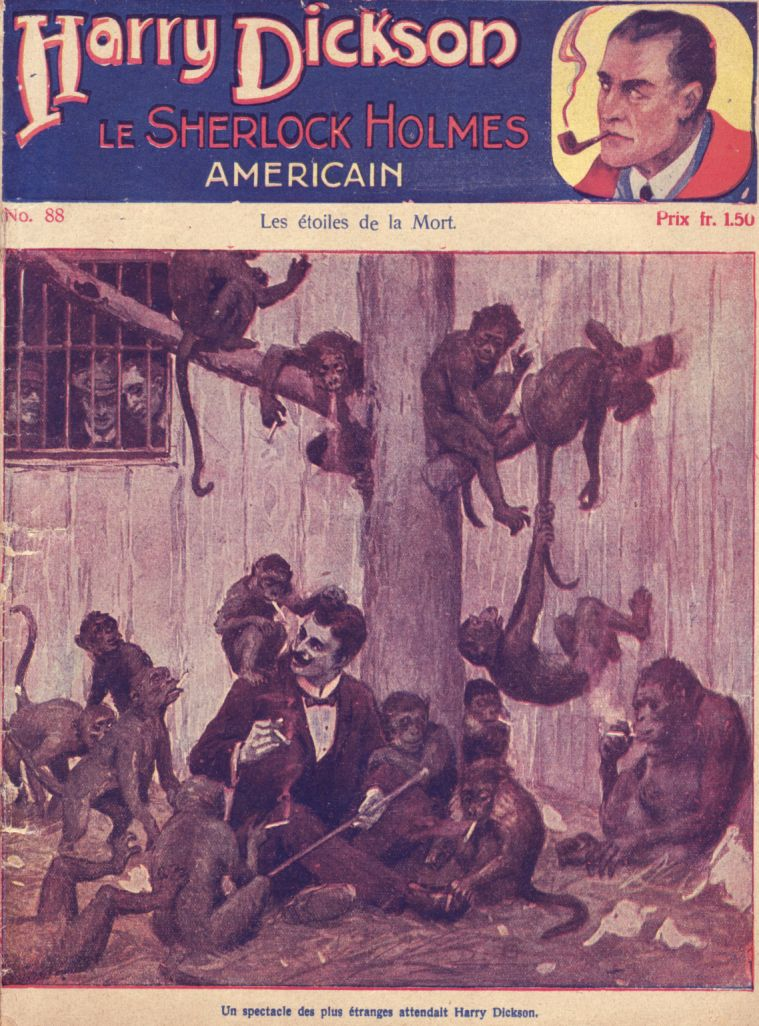
Les Étoiles de la mort, fascicule no 88, 1933.
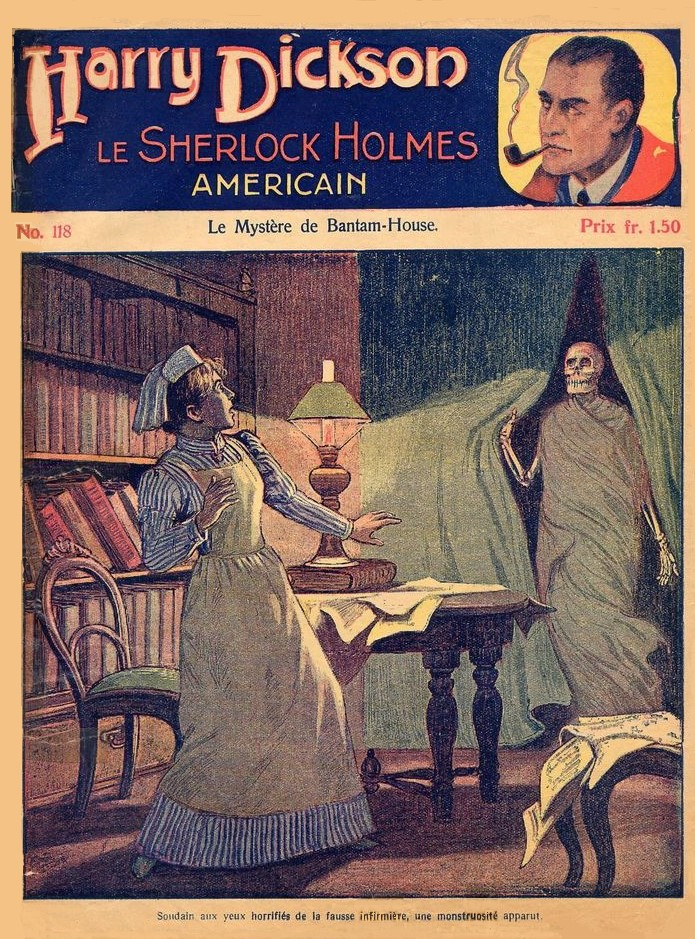
Le Mystère de Bantam-House, fascicule no 118, 1934.
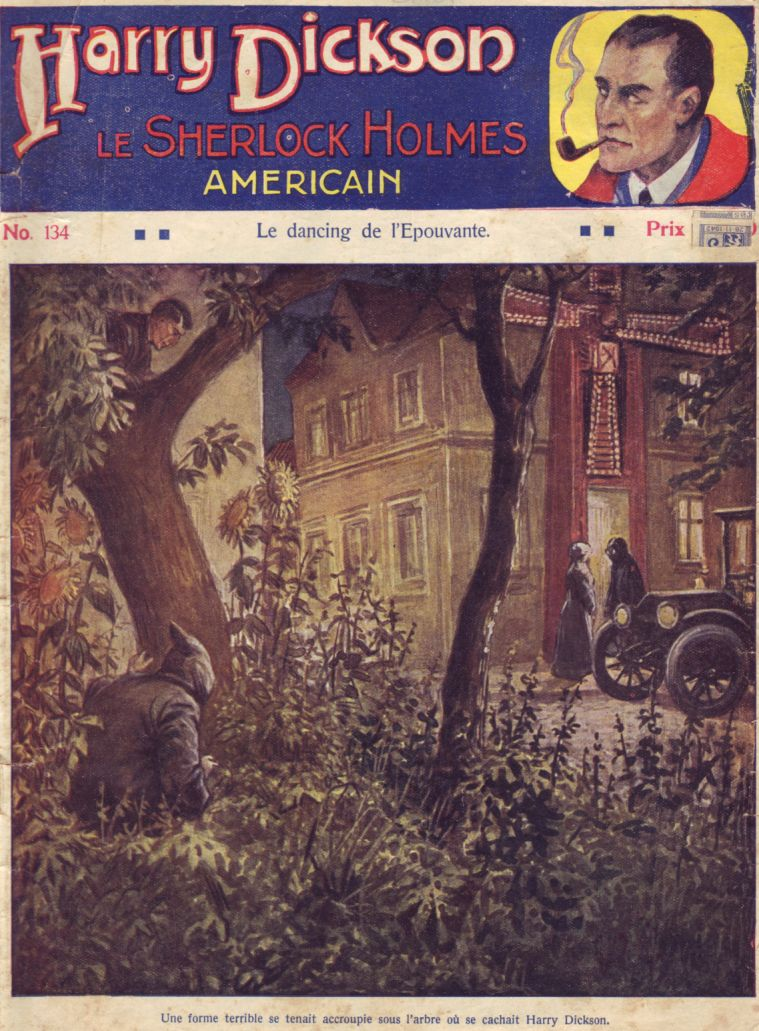
Le Dancing de l'épouvante, fascicule no 134, 1935.
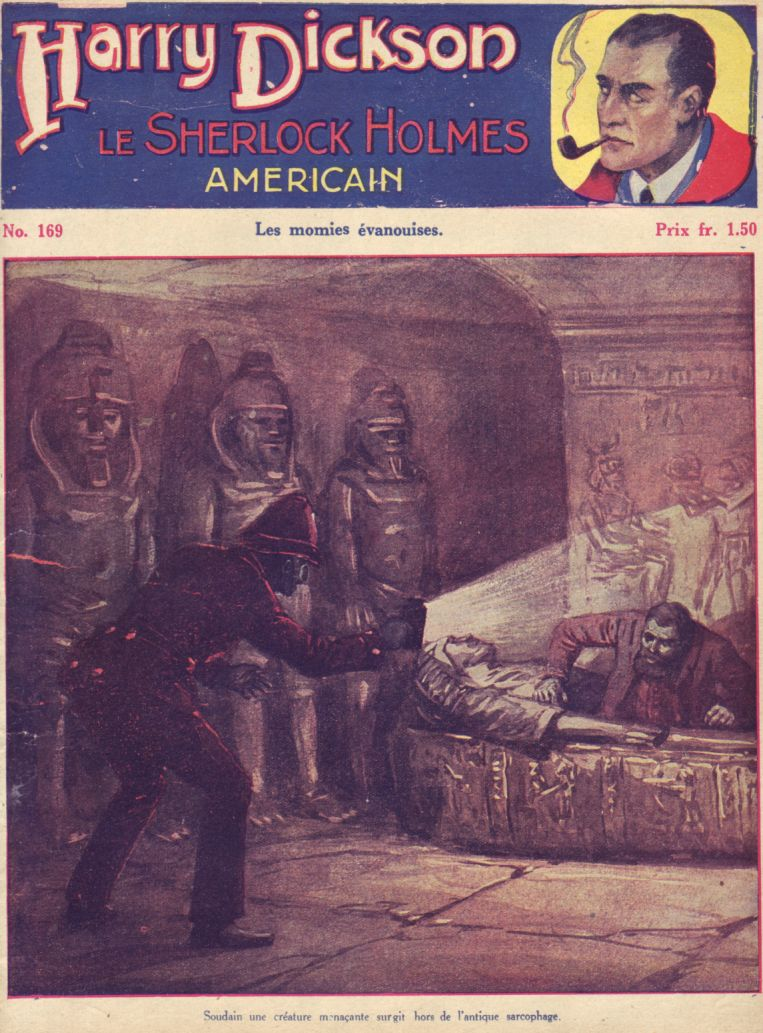
Les Momies évanouies, fascicule no 169, 1937.

## Réception critique
Différentes disciplines scientifiques sont évoquées dans les nouvelles et contribuent au développement de l'intrigue ou à la résolution de l'énigme.

## Liste des fascicules en français
| N.º | Titre (français)                                             | Date de publication | Couverture                                                                                       |  |
| --- | ------------------------------------------------------------ | ------------------- | ------------------------------------------------------------------------------------------------ |  |
| 1   | Échappé à une mort terrible                                  | janvier 1929        | Échappé à une mort terrible (fascicule n° 1, janvier 1929)                                       |  |
| 2   | L'Hôtel borgne du Caire                                      | février 1929        | L'Hôtel borgne du Caire (fascicule n° 2, février 1929)                                           |  |
| 3   | Idolâtrie chinoise                                           | mars 1929           | Idolâtrie chinoise (fascicule n° 3, mars 1929)                                                   |  |
| 4   | Le Testament du détenu                                       | avril 1929          | Le Testament du détenu (fascicule n° 4, avril 1929)                                              |  |
| 5   | Le Secret du Gobelin                                         | mai 1929            | Le Secret du Gobelin (fascicule n° 5, mai 1929)                                                  |  |
| 6   | L'École pour meurtriers à Pittsburgh                         | juin 1929           | L'École pour meurtriers à Pittsburgh (fascicule n° 6, juin 1929)                                 |  |
| 7   | L'Europe en péril                                            | juillet 1929        | L'Europe en péril (fascicule n° 7, juillet 1929)                                                 |  |
| 8   | Un cadeau de noces horrible                                  | août 1929           | Un cadeau de noces horrible (fascicule n° 8, août 1929)                                          |  |
| 9   | Le Roi des malandrins                                        | septembre 1929      | Le Roi des malandrins (fascicule n° 9, septembre 1929)                                           |  |
| 10  | Le Mystère de la tour                                        | 1930                | Le Mystère de la tour (fascicule n° 10, 1930)                                                    |  |
| 11  | Le Drame au cirque Bianky                                    | 1930                | Le Drame au cirque Bianky (fascicule n° 11, 1930)                                                |  |
| 12  | Le Modèle du faux-monnayeur                                  | 1930                | Le Modèle du faux-monnayeur (fascicule n° 12, 1930)                                              |  |
| 13  | Le Dogue de Soho                                             | 1930                | Le Dogue de Soho (fascicule n° 13, 1930)                                                         |  |
| 14  | Les Douze cœurs morts                                        | 1930                | Les Douze cœurs morts (fascicule n° 14, 1930)                                                    |  |
| 15  | Les Bandits de la fête populaire                             | 1930                | Les Bandits de la fête populaire (fascicule n° 15, 1930)                                         |  |
| 16  | Une chevauchée à la mort par le Saint-Gothard                | 1930                | Une chevauchée à la mort par le Saint-Gothard (fascicule n° 16, 1930)                            |  |
| 17  | Le Capitaine disparu                                         | 1930                | Le Capitaine disparu (fascicule n° 17, 1930)                                                     |  |
| 18  | Le Professeur Flax, monstre humain                           | 1930                | Le Professeur Flax, monstre humain (fascicule n° 18, 1930)                                       |  |
| 19  | Une poursuite à travers le désert                            | 1930                | Une poursuite à travers le désert (fascicule n° 19, 1930)                                        |  |
| 20  | La Femme à quatre faces                                      | 1930                | La Femme à quatre faces (fascicule n° 20, 1930)                                                  |  |
| 21  | Le Repaire aux bandits de Corfou                             | 1930                |                                                                                                  |  |
| 22  | La Prisonnière du clocher                                    | 1930                | La Prisonnière du clocher (fascicule n° 22, 1930)                                                |  |
| 23  | Sur la piste d'Houdini                                       | 1930                | Sur la piste d'Houdini (fascicule n° 23, 1930)                                                   |  |
| 24  | Le Sautoir volé ou les Mystérieux voleurs de bijoux          | 1930                | Le Sautoir volé ou les Mystérieux voleurs de bijoux (fascicule n° 24, 1930)                      |  |
| 25  | Dans la Vienne souterraine                                   | 1930                | Dans la Vienne souterraine (fascicule n° 25, 1930)                                               |  |
| 26  | Le Rajah rouge                                               | 1930                | Le Rajah rouge (fascicule n° 26, 1930)                                                           |  |
| 27  | Le Bourreau de Londres                                       | 1930                | Le Bourreau de Londres (fascicule n° 27, 1930)                                                   |  |
| 28  | Le Roi des contrebandiers d'Andorre                          | 1930                | Le Roi des contrebandiers d'Andorre (fascicule n° 28, 1930)                                      |  |
| 29  | La Malédiction des Walpole                                   | 1930                | La Malédiction des Walpole (fascicule n° 29, 1930)                                               |  |
| 30  | Une fumerie d'opium parisienne                               | 1930                | Une fumerie d'opium parisienne (fascicule n° 30, 1930)                                           |  |
| 31  | Le Toréador de Grenade                                       | 1930                | Le Toréador de Grenade (fascicule n° 31, 1930)                                                   |  |
| 32  | Le Musée des horreurs                                        | 1930                | Le Musée des horreurs (fascicule n° 32, 1930)                                                    |  |
| 33  | Miss Mercédès, la reine de l'air                             | 1931                | Miss Mercédès, la reine de l'air (fascicule n° 33, 1931)                                         |  |
| 34  | Le Docteur criminel                                          | 1931                | Le Docteur criminel (fascicule n° 34, 1931)                                                      |  |
| 35  | Sous le poids d'une forfaiture                               | 1931                | Sous le poids d'une forfaiture (fascicule n° 35, 1931)                                           |  |
| 36  | Un réveillon au « Dragon rouge »                             | 1931                | Un réveillon au « Dragon rouge » (fascicule n° 36, 1931)                                         |  |
| 37  | L'Ermite du marais du diable                                 | 1931                | L'Ermite du marais du diable (fascicule n° 37, 1931)                                             |  |
| 38  | L'Intrigante démasquée                                       | 1931                | L'Intrigante démasquée (fascicule n° 38, 1931)                                                   |  |
| 39  | Les Voleurs volés, ou le Carnaval tragique                   | 1931                | Les Voleurs volés, ou le Carnaval tragique (fascicule n° 39, 1931)                               |  |
| 40  | Les Détrousseurs de cadavres                                 | 1931                | Les Détrousseurs de cadavres (fascicule n° 40, 1931)                                             |  |
| 41  | Autour d'un trône                                            | 1931                | Autour d'un trône (fascicule n° 41, 1931)                                                        |  |
| 42  | Une nuit d'épouvante au château royal                        | 1931                | Une nuit d'épouvante au château royal (fascicule n° 42, 1931)                                    |  |
| 43  | Le Sosie d'Harry Dickson                                     | 1931                | Le Sosie d'Harry Dickson (fascicule n° 43, 1931)                                                 |  |
| 44  | L'Agence des fausses nouvelles                               | 1931                | L'Agence des fausses nouvelles (fascicule n° 44, 1931)                                           |  |
| 45  | Le Double Crime, ou la Montagne sanglante                    | 1931                | Le Double Crime, ou la Montagne sanglante (fascicule n° 45, 1931)                                |  |
| 46  | Le Crucifié                                                  | 1931                | Le Crucifié (fascicule n° 46, 1931)                                                              |  |
| 47  | Le Mauvais Génie du cirque Angelo                            | 1931                | Le Mauvais Génie du cirque Angelo (fascicule n° 47, 1931)                                        |  |
| 48  | La Mystérieuse maison du lutteur                             | 1931                | La Mystérieuse maison du lutteur (fascicule n° 48, 1931)                                         |  |
| 49  | Le Repaire de Palerme                                        | 1931                | Le Repaire de Palerme (fascicule n° 49, 1931)                                                    |  |
| 50  | La Veuve rouge                                               | 1931                | La Veuve rouge (fascicule n° 50, 1931)                                                           |  |
| 51  | Une Bête humaine                                             | 1931                | Une Bête humaine (fascicule n° 51, 1931)                                                         |  |
| 52  | Le Tripot clandestin de Franklin Street                      | 1931                | Le Tripot clandestin de Franklin Street (fascicule n° 52, 1931)                                  |  |
| 53  | Le Signe de la mort                                          | 1931                | Le Signe de la mort (fascicule n° 53, 1931)                                                      |  |
| 54  | La Fatale Ressemblance                                       | 1931                | La Fatale Ressemblance (fascicule n° 54, 1931)                                                   |  |
| 55  | Le Gaz empoisonné                                            | 1931                | Le Gaz empoisonné (fascicule n° 55, 1931)                                                        |  |
| 56  | Le Pari fatal                                                | 1931                | Le Pari fatal (fascicule n° 56, 1931)                                                            |  |
| 57  | Les Feux follets du Marais rouge                             | 1932                | Les Feux follets du Marais rouge (fascicule n° 57, 1932)                                         |  |
| 58  | Tom Wills, femme de chambre                                  | 1932                | Tom Wills, femme de chambre (fascicule n° 58, 1932)                                              |  |
| 59  | Les Treize Balles                                            | 1932                | Les Treize Balles (fascicule n° 59, 1932)                                                        |  |
| 60  | Harry Dickson s'amuse                                        | 1932                | Harry Dickson s'amuse (fascicule n° 60, 1932)                                                    |  |
| 61  | Joly, chien policier                                         | 1932                | Joly, chien policier (fascicule n° 61, 1932)                                                     |  |
| 62  | Les Voleurs de femmes de Chinatown                           | 15 mars 1932        | Les Voleurs de femmes de Chinatown (fascicule n° 62, 15 mars 1932)                               |  |
| 63  | L'Effroyable Fiancé                                          | 1er avril 1932      | L'Effroyable Fiancé (fascicule n° 63, 1er avril 1932)                                            |  |
| 64  | Le Trésor du manoir de Streetham                             | 15 avril 1932       | Le Trésor du manoir de Streetham (fascicule n° 64, 15 avril 1932)                                |  |
| 65  | On a volé un homme                                           | 1er mai 1932        | On a volé un homme (fascicule n° 65, 1er mai 1932)                                               |  |
| 66  | Au Secours de la France                                      | 15 mai 1932         | Au Secours de la France (fascicule n° 66, 15 mai 1932)                                           |  |
| 67  | Le Fantôme des ruines rouges                                 | 1er juin 1932       | Le Fantôme des ruines rouges (fascicule n° 67, juin 1932)                                        |  |
| 68  | Les Vengeurs du diable                                       | 15 juin 1932        | Les Vengeurs du diable (fascicule n° 68, 15 juin 1932)                                           |  |
| 69  | L'Étrange Lueur verte                                        | 1er juillet 1932    | L'Étrange Lueur verte (fascicule n° 69, 1er juillet 1932)                                        |  |
| 70  | Le Secret de la jeune veuve                                  | 1932                | Le Secret de la jeune veuve (fascicule n° 70, 1932)                                              |  |
| 71  | L'Énigme du tapis vert                                       | 1932                | L'Énigme du tapis vert (fascicule n° 71, 1932)                                                   |  |
| 72  | La Fille de l'usurier                                        | 1932                | La Fille de l'usurier (fascicule n° 72, 1932)                                                    |  |
| 73  | Le Monstre blanc                                             | 1er septembre 1932  | Le Monstre blanc (fascicule n° 73, 1er septembre 1932)                                           |  |
| 74  | Le Flair du maître d'hôtel                                   | 1932                | Le Flair du maître d'hôtel (fascicule n° 74, 1932)                                               |  |
| 75  | Le Mystère de la Vallée d'argent (Les Chevaliers de la lune) | 1er octobre 1932    | Le Mystère de la Vallée d'argent (Les Chevaliers de la lune) (fascicule n° 75, 1er octobre 1932) |  |
| 76  | Le Démon pourpre                                             | 15 octobre 1932     | Le Démon pourpre (fascicule n° 76, 15 octobre 1932)                                              |  |
| 77  | Les Gardiens du gouffre                                      | 1er novembre 1932   | Les Gardiens du gouffre (fascicule n° 77, 1er novembre 1932)                                     |  |
| 78  | Le Fiancé disparu                                            | 1932                | Le Fiancé disparu (fascicule n° 78, 1932)                                                        |  |
| 79  | La Vie criminelle de Lady Likeness                           | 1932                | La Vie criminelle de Lady Likeness (fascicule n° 79, 1932)                                       |  |
| 80  | La Dame au diamant bleu                                      | 1932                |                                                                                                  |  |
| 81  | Le Vampyre aux yeux rouges                                   | 1er janvier 1933    | Le Vampyre aux yeux rouges                                                                       |  |
| 82  | La Flèche fantôme                                            | 15 janvier 1933     | La Flèche fantôme                                                                                |  |
| 83  | Les Trois Cercles de l'épouvante                             | 1933                | Les Trois Cercles de l'épouvante                                                                 |  |
| 84  | La Maison du scorpion                                        | 15 février 1933     | La Maison du scorpion                                                                            |  |
| 85  | La Bande de l'araignée                                       | 1er mars 1933       | La Bande de l'araignée                                                                           |  |
| 86  | Les Spectres-bourreaux                                       | 15 mars 1933        | Les Spectres-bourreaux                                                                           |  |
| 87  | Le Mystère des sept fous                                     | 1er avril 1933      | Le Mystère des sept fous                                                                         |  |
| 88  | Les Étoiles de la mort                                       | 15 avril 1933       | Les Étoiles de la mort                                                                           |  |
| 89  | La Pierre de lune                                            | 1er mai 1933        | La Pierre de lune                                                                                |  |
| 90  | Le Mystère de la forêt                                       | 15 mai 1933         | Le Mystère de la forêt                                                                           |  |
| 91  | L'Île de la terreur                                          | 1er juin 1933       | L'Île de la terreur                                                                              |  |
| 92  | La Maison hantée de Fulham Road                              | 15 juin 1933        | La Maison hantée de Fulham Road                                                                  |  |
| 93  | Le Temple de fer                                             | 1er juillet 1933    | Le Temple de fer                                                                                 |  |
| 94  | La Chambre 113                                               | 15 juillet 1933     | La Chambre 113 (fascicule n° 94, 15 juillet 1933)                                                |  |
| 95  | La Pieuvre noire                                             | 1er août 1933       |                                                                                                  |  |
| 96  | Le Singulier Mr. Hingle                                      | 15 août 1933        |                                                                                                  |  |
| 97  | Le Dieu inconnu                                              | 1er septembre 1933  | Le Dieu inconnu                                                                                  |  |
| 98  | Le Royaume introuvable                                       | 15 septembre 1933   | Le Royaume introuvable                                                                           |  |
| 99  | Les Mystérieuses études du docteur Drum                      | 1er octobre 1933    | Les Mystérieuses études du docteur Drum                                                          |  |
| 100 | La Mort bleue                                                | 15 octobre 1933     | La Mort bleue                                                                                    |  |
| 101 | Le Jardin des furies                                         | 1er novembre 1933   | Le Jardin des furies                                                                             |  |
| 102 | Les Maudits de Heywood                                       | 15 novembre 1933    | Les Maudits de Heywood                                                                           |  |
| 103 | Mystéras                                                     | 1er décembre 1933   | Mystéras                                                                                         |  |
| 104 | La Cour d'épouvante                                          | 1933                |                                                                                                  |  |
| 105 | Le Roi de minuit                                             | 1933                | Le Roi de minuit                                                                                 |  |
| 106 | Le Chemin des dieux                                          | 1934                | Le Chemin des dieux                                                                              |  |
| 107 | Blackwell, le pirate de la Tamise                            | 1934                | Blackwell, le pirate de la Tamise                                                                |  |
| 108 | Les Dentelles de la reine                                    | 1934                | Les Dentelles de la reine                                                                        |  |
| 109 | Le Sosie du banquier                                         | 1934                | Le Sosie du banquier                                                                             |  |
| 110 | Le Trésor du Marchand d'Esclaves                             | 1934                |                                                                                                  |  |
| 111 | Les Blachclaver                                              | 1934                | Les Blachclaver                                                                                  |  |
| 112 | Le Fantôme du Juif errant                                    | 1934                | Le Fantôme du Juif errant                                                                        |  |
| 113 | Messire l'Anguille                                           | 1934                | Messire l'Anguille                                                                               |  |
| 114 | Le Châtiment des Foyle                                       | 1934                | Le Châtiment des Foyle                                                                           |  |
| 115 | La Grande Ombre                                              | 1934                | La Grande Ombre                                                                                  |  |
| 116 | Les Eaux infernales                                          | 1934                | Les Eaux infernales                                                                              |  |
| 117 | Le Vampire qui chante                                        | 1934                | Le Vampire qui chante                                                                            |  |
| 118 | Le Mystère de Bantam-House                                   | 15 juillet 1934     | Le Mystère de Bantam-House                                                                       |  |
| 119 | La Cigogne bleue                                             | 1er août 1934       | La Cigogne bleue                                                                                 |  |
| 120 | Ce paradis de Flower-Dale                                    | 15 août 1934        | Ce paradis de Flower-Dale                                                                        |  |
| 121 | L'esprit du feu                                              | 1er septembre 1934  | L'esprit du feu                                                                                  |  |
| 122 | Turckle-le-Noir                                              | 15 septembre 1934   |                                                                                                  |  |
| 123 | Les yeux de la lune                                          | 1er octobre 1934    | Les yeux de la lune                                                                              |  |
| 124 | L'Île de Monsieur Rocamir                                    | 15 octobre 1934     | L'Île de Monsieur Rocamir                                                                        |  |
| 125 | X-4                                                          | 15 novembre 1934    | X-4                                                                                              |  |
| 126 | La maison des hallucinations                                 | 15 novembre 1934    | La maison des hallucinations                                                                     |  |
| 127 | Le Signe des triangles                                       | 1er décembre 1934   | Le Signe des triangles                                                                           |  |
| 128 | L'Hôtel des Trois Pélerins                                   | 15 décembre 1934    |                                                                                                  |  |
| 129 | La menace de Khâli                                           | 1er janvier 1935    | La menace de Khâli                                                                               |  |
| 130 | Les illustres Fils du Zodiaque                               | 15 janvier 1935     |                                                                                                  |  |
| 131 | Le spectre de Mr. Biedermeyer                                | 1er février 1935    |                                                                                                  |  |
| 132 | La voiture démoniaque                                        | 15 février 1935     |                                                                                                  |  |
| 133 | L'aventure d'un soir                                         | 1er mars 1935       |                                                                                                  |  |
| 134 | Le dancing de l'Épouvante                                    | 15 mars 1935        | Le dancing de l'Épouvante                                                                        |  |
| 135 | Les plus difficiles de mes causes                            | 1er avril 1935      | Les plus difficiles de mes causes                                                                |  |
| 136 | L'Homme au mousquet                                          | 15 mars 1935        | L'Homme au mousquet                                                                              |  |
| 137 | Le Savant invisible                                          | 1er mai 1935        | Le Savant invisible                                                                              |  |
| 138 | Le diable au village                                         | 15 mai 1935         | Le diable au village                                                                             |  |
| 139 | Le cabinet du docteur Selles                                 | 1er juin 1935       | Le cabinet du docteur Selles                                                                     |  |
| 140 | Le loup-garou                                                | 15 juin 1935        | Le loup-garou                                                                                    |  |
| 141 | L'étoile à sept branches                                     | 1er juillet 1935    | L'étoile à sept branches                                                                         |  |
| 142 | Le monstre dans la neige                                     | 15 juillet 1935     | Le monstre dans la neige                                                                         |  |
| 143 | Le Cas de Sir Evans                                          | 1935                | Le Cas de Sir Evans                                                                              |  |
| 144 | La Maison du grand péril                                     | 1935                | La Maison du grand péril                                                                         |  |
| 145 | Les Tableaux hantés                                          | 1935                | Les Tableaux hantés                                                                              |  |
| 146 | Cric-Croc, le mort en habit                                  | 1935                | Cric-Croc, le mort en habit                                                                      |  |
| 147 | Le Lit du diable                                             | 1935                | Le Lit du diable                                                                                 |  |
| 148 | L'Affaire Bardouillet                                        | 1935                | L'Affaire Bardouillet                                                                            |  |
| 149 | La Statue assassinée                                         | 1935                | La Statue assassinée                                                                             |  |
| 150 | Les Effroyables                                              | 1935                | Les Effroyables                                                                                  |  |
| 151 | L'Homme au masque d'argent                                   | 1936                | L'Homme au masque d'argent                                                                       |  |
| 152 | Les Sept petites chaises                                     | 1936                | Les Sept petites chaises                                                                         |  |
| 153 | La Conspiration fantastique                                  | 1936                | La Conspiration fantastique                                                                      |  |
| 154 | La Tente aux mystères                                        | 1936                | La Tente aux mystères                                                                            |  |
| 155 | Le Véritable secret de Palmer-Hotel                          | 1936                | Le Véritable secret de Palmer-Hotel                                                              |  |
| 156 | Le Mystère malais                                            | 1936                | Le Mystère malais                                                                                |  |
| 157 | Le Mystère du moustique bleu                                 | 1936                | Le Mystère du moustique bleu                                                                     |  |
| 158 | L'Énigmatique Tiger Brand                                    | 1936                | L'Énigmatique Tiger Brand                                                                        |  |
| 159 | La Mitrailleuse musgrave                                     | 1936                | La Mitrailleuse musgrave (fascicule n° 159, 1936)                                                |  |
| 160 | Les Nuits effrayantes de Fellston                            | 1936                | Les Nuits effrayantes de Fellston (fascicule n° 160, 1936)                                       |  |
| 161 | Les vingt-quatre heures prodigieuses                         | 1936                | Les vingt-quatre heures prodigieuses (fascicule n° 161, 1936)                                    |  |
| 162 | Dans les Griffes de l'idole noire                            | 1936                | Dans les Griffes de l'idole noire (fascicule n° 162, 1936)                                       |  |
| 163 | La Résurrection de la Gorgone                                | 1937                | La Résurrection de la Gorgone (fascicule n° 163, 1937)                                           |  |
| 164 | La Cité de l'étrange peur                                    | 1937                | La Cité de l'étrange peur (fascicule n° 164, 1937)                                               |  |
| 165 | Les Énigmes de la maison Rules                               | 1937                | Les Énigmes de la maison Rules (fascicule n° 165, 1937)                                          |  |
| 166 | Le Studio rouge                                              | 1937                | Le Studio rouge (fascicule n° 166, 1937)                                                         |  |
| 167 | La Terrible nuit du zoo                                      | 1937                | La Terrible nuit du zoo (fascicule n° 167, 1937)                                                 |  |
| 168 | La disparition de Monsieur Byslop                            | 1er juin 1937       | La disparition de Monsieur Byslop (fascicule n° 168, 1er juin 1937)                              |  |
| 169 | Les momies évanouies                                         | 1er juillet 1937    | Les momies évanouies (fascicule n° 169, 1er juillet 1937)                                        |  |
| 170 | L'aventure espagnole                                         | 1er août 1937       | L'aventure espagnole (fascicule n° 170, 1er août 1937)                                           |  |
| 171 | La tête à deux sous                                          | 1er septembre 1937  | La tête à deux sous (fascicule n° 171, 1er septembre 1937)                                       |  |
| 172 | Le fauteuil 27                                               | 1er octobre 1937    | Le fauteuil 27 (fascicule n° 172, 1er octobre 1937)                                              |  |
| 173 | L'affaire du pingouin                                        | 1er novembre 1937   |                                                                                                  |  |
| 174 | La nuit du marécage                                          | 1er décembre 1937   | La nuit du marécage (fascicule n° 174, 1er décembre 1937)                                        |  |
| 175 | On a tué Mr. Parkinson !                                     | 1er janvier 1938    | On a tué Mr. Parkinson ! (fascicule n° 175, janvier 1938)                                        |  |
| 176 | La rue de la Tête-Perdue                                     | 1er février 1938    | La rue de la Tête-Perdue (fascicule n° 176, février 1938)                                        |  |
| 177 | L'énigme du sphinx                                           | 1er mars 1938       | L'énigme du sphinx (fascicule n° 177, 1er mars 1938)                                             |  |
| 178 | Usines de mort                                               | 1er avril 1938      | Usines de mort (fascicule n° 178, avril 1938)                                                    |  |

## Reprises ultérieures
- Les Exploits de Harry Dickson (1984-89)  par Gérard Dôle
- Le Vampyre des Grampians  par Gérard Dôle
- Le Loup-Garou de Camberwell  par Gérard Dôle
- Le Diable de Pimlico  par Gérard Dôle
- Harry Dickson - Aventures inédites (ouvrage collectif - Éditions du Masque d'Or, coll. Adrénaline, 2005)
- Harry Dickson - Nouvelles aventures inédites (ouvrage collectif - Éditions du Masque d'Or, coll. Adrénaline, 2007)
- Harry Dickson chasse les fantômes (ouvrage collectif - Éditions du Masque d'Or, coll. Adrénaline, 2008)
- Harry Dickson face aux crimes impossibles (ouvrage collectif - Éditions du Masque d'Or, coll. Adrénaline, 2009)
- Harry Dickson le Sherlock Holmes américain de Robert Darvel (Éditions du Carnoplaste, 11 fascicules à ce jour)

## Tentatives cinématographiques
Grand amateur de bande dessinée et romans populaires, le réalisateur Alain Resnais a essayé, sans succès, de réaliser un film basé sur les aventures de Harry Dickson. Le scénario a été publié sous le titre Les aventures de Harry Dickson, scénario pour un film (non réalisé) par Alain Resnais et Frédéric de Towarnicki (Paris, Capricci Éditions, décembre 2007).
En 1990, le réalisateur Jean Rollin tente l'expérience à son tour, avec Jean-Michel Nicollet, illustrateur des couvertures de la réédition des Harry Dickson pour les Nouvelles Éditions Oswald (Néo), dans le rôle du détective. Mais son essai, La griffe d'Horus, n'ira pas plus loin qu'un teaser de quelques minutes,.
En 2016, le peintre belge  Jean-Claude Mornard  réalise un court métrage de vingt minutes, Une aventure de Harry Dickson dédié à Jean Rollin.

## Bandes dessinées
Deux différentes adaptations ont été réalisées : l'une par Christian Vanderhaeghe et Pascal Zanon chez Dargaud, 1986-2003, d'après les livres, l'autre par Richard D. Nolane et Olivier Roman chez Soleil Productions, 1992-2008, d'après des histoires inédites.
- Le personnage de Harry Dickson intervient brièvement dans la bande-dessinée La Brigade chimérique (2009-2010), qui évoque différentes figures de la littérature fantastique et populaire d'avant-guerre.
- Didier Savard, Dick Hérisson, Dargaud, 1984-Présent. Le nom fait référence à Harry Dickson, et l'ouvrage y trouve une source d'inspiration.